# Torrassa del Moro
La Torre del Moro o Torrassa és una torre de guaita romana de la serra del Corredor a Llinars del Vallès (Vallès Oriental). És un dels monuments arqueològics emblemàtics de les terres vallesanes. Està adscrita tradicionalment a l'època romana. S'alça a 416 m d'altitud sobre la serra del Corredor. Declarada Bé Cultural d'Interès Nacional, recentment ha estat objecte d'una restauració promoguda per l'ajuntament de Llinars i el Departament de Cultura de la Generalitat de Catalunya. Es pot visitat tots els caps de setmana i festius de 9 a 13 hores.

## Situació
Un dels principals atractius de la Torrassa del Moro és el paisatge excepcional que es pot contemplar des del mirador instal·lat a la terrassa que s'ha habilitat a la planta superior. Si el dia és clar, es pot admirar amb nitidesa el mosaic de pobles i ciutats que conformen la plana vallesana disposats a banda i banda de les carreteres i autopistes que ressegueixen sàviament el corredor natural de la depressió prelitoral catalana. Fent anar un xic la imaginació, no és difícil imaginar com devia ser aquests paisatge quan es va erigir a la Torrassa, fa poc més de dos mil anys. Només cal esborrar nuclis urbans i polígons industrials, canviar les autopistes per vies empedrades i retornar als boscos i al rius l'espai que els pertocaria per naturalesa. Els poblats ibers que presidien els turons es trobarien mig abandonats a causa de l'ocupació romana i, la plana, aprofitant les millors terres de conreu, començarien a construir-se les grans vil·les rurals que havien de ser el precedent de masies i nuclis urbans actuals.

## Descripció
Torre rodona de 560 centímetres de diàmetre i uns 12 metres d'alçada. La base és de carreus molt grans, de granit i amb la cara exterior en coixinet; aquest part és d'època romana. A continuació el mur és de carreus de pedra d'una mida més reduïda i de forma més irregular i, per acabar, hi ha una tercera part amb pedres més petites, també de granit però d'una tonalitat més ocre i disposades de forma més irregular. Aquestes diferències corresponen a diferents fases constructives. L'alçada de la part romana arriba a 4,36 m, essent la part superior, fins als 8,3 m, una sobreelevació posterior, d'època medieval.
Hi ha diverses obertures. La principal és a ponent, gairebé a nivell del terra. A un nivell intermedi hi ha una altra obertura emmarcada per carreus de granit. A la part superior hi ha 4 obertures, una per banda, emmarcades per maó.

## Història
La majoria dels historiadors coincideixen a situar la construcció de la Torrassa a l'època de la República Romana. Aquesta adscripció es basa, principalment, en el sistema constructiu emprat a la part inferior del monument, que es caracteritza per la utilització de grans carreus encoixinats bastits amb la tècnica de l'opus quadratum. A Catalunya, aquesta tècnica tan característica de l'arquitectura romana es documenta en diverses construccions de tipus civil com les cisternes de la Neàpolis d'Empúries i de tipus militar com les muralles baix republicanes de la ciutat de Tarraco o de la mateixa Empúries, entre d'altres.
La Torrassa, estratègicament ubicada dalt d'una carena, controlava el pas d'aquesta via per les terres del Vallès. Tanmateix, cal posar en relleu que les excavacions arqueològiques efectuades modernament al jaciment no han permès confirmar de forma definitiva aquesta adscripció. Si bé és cert que s'hi ha recuperat materials arqueològics que habitualment apareixen en contextos del segle ii aC. (fragments de ceràmica comuna ibèrica, àmfores, dolies i les característiques teules planes), no ha estat en els nivells fundacionals, sinó formant part d'estrats relacionats amb ocupacions posteriors del moment.
Les referències documentals d'aquesta torre són gairebé inexistents. Era una torre cilíndrica d'època romana que tenia la funció de vigilància dels pobles indígenes situats al llarg de la carena litoral. Es va reedificar en època medieval i en altres èpoques posteriors.
Les filades que coronen la part superior de la Torrassa corresponen a unes obres que s'hi van dur a terme l'any 1906, quan Joan Teixidor Bassacs, aleshores propietari de la finca, va decidir convertir la torre en un pavelló de cacera. Amb aquest objectiu va fer afegir dues plantes a l'edificació: la primera per a encabir-hi la cuina i el menjador i la segona per als dormitoris. Aquestes obres van canviar la fesomia del monument però, alhora, van contribuir a garantir-ne la conservació. A mitjan segle xx, no obstant, la Torrassa va restar abandonada fins que, als anys 90, l'Ajuntament de Llinars va procedir a tancar-ne l'accés per evitar actes vandàlics.
L'any 2009 l'empresa Àrids García va cedir la propietat de la Torrassa a l'Ajuntament de Llinars del Vallès. D'aquesta manera s'iniciava el procés per a la recuperació definitiva del monument, que es va centrar en l'execució d'un acurat projecte de rehabilitació redactat per l'arquitecte Mateu Aregay amb la col·laboració de l'arqueòleg Lluís Vila. De forma prèvia a les obres, es van dur a terme diversos estudis preliminars com la realització d'un escàner 3D que va permetre obtenir una documentació molt completa del monument i analitzar-se, de forma exhaustiva, l'evolució constructiva i l'estat de conservació.
En aquests darrers anys, alguns historiadors han defensat que la Torrassa va ser construïda a principis del segle viii que formaria part d'una extensa xarxa de torres o fars que haurien estat bastits per l'estat emiral per defensar la frontera occidental dels territoris conquerits per l'islam. Cal destacar, no obstant, que les campanyes d'excavació fetes tant a l'interior com a l'exterior del monument no han aportat materials arqueològics que es puguin relacionar específicament amb aquest període. L'any 1994 es van localitzar, a l'interior de la torre, algunes sitges d'emmagatzematge que contenien ceràmica alt medieval. També es van documentar diverses estructures, que van ser excavades de forma més exhaustiva l'any 2006, es van identificar amb una possible zona d'hàbitat per a les persones destinades a exercir tasques de control a guaita de la torre entre els segles XIII i XV. És precisament en aquest període que es van redreçar els murs de la torre utilitzant carreus de granit que ja no van respectar la perfecta disposició de les filades d'opus quadratum conservades a la base del monument.